# Schloss Sandfort

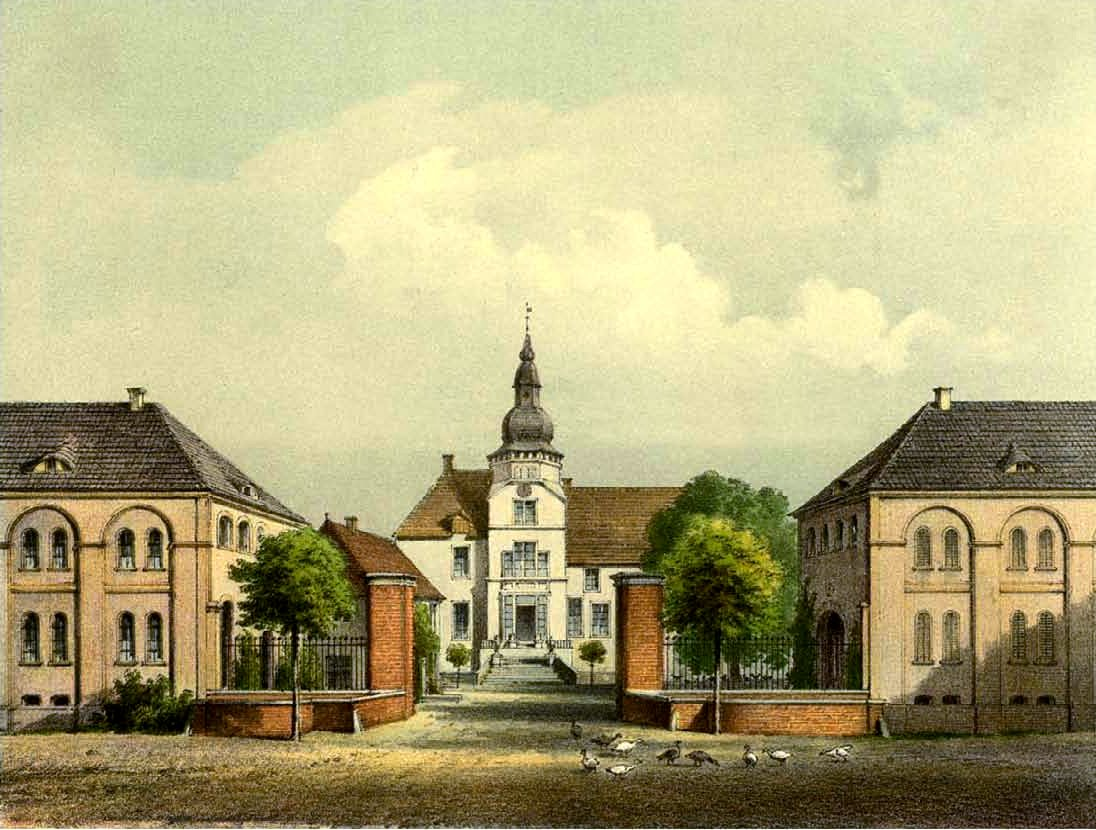
Schloss Sandfort um 1867/68, Sammlung Alexander Duncker

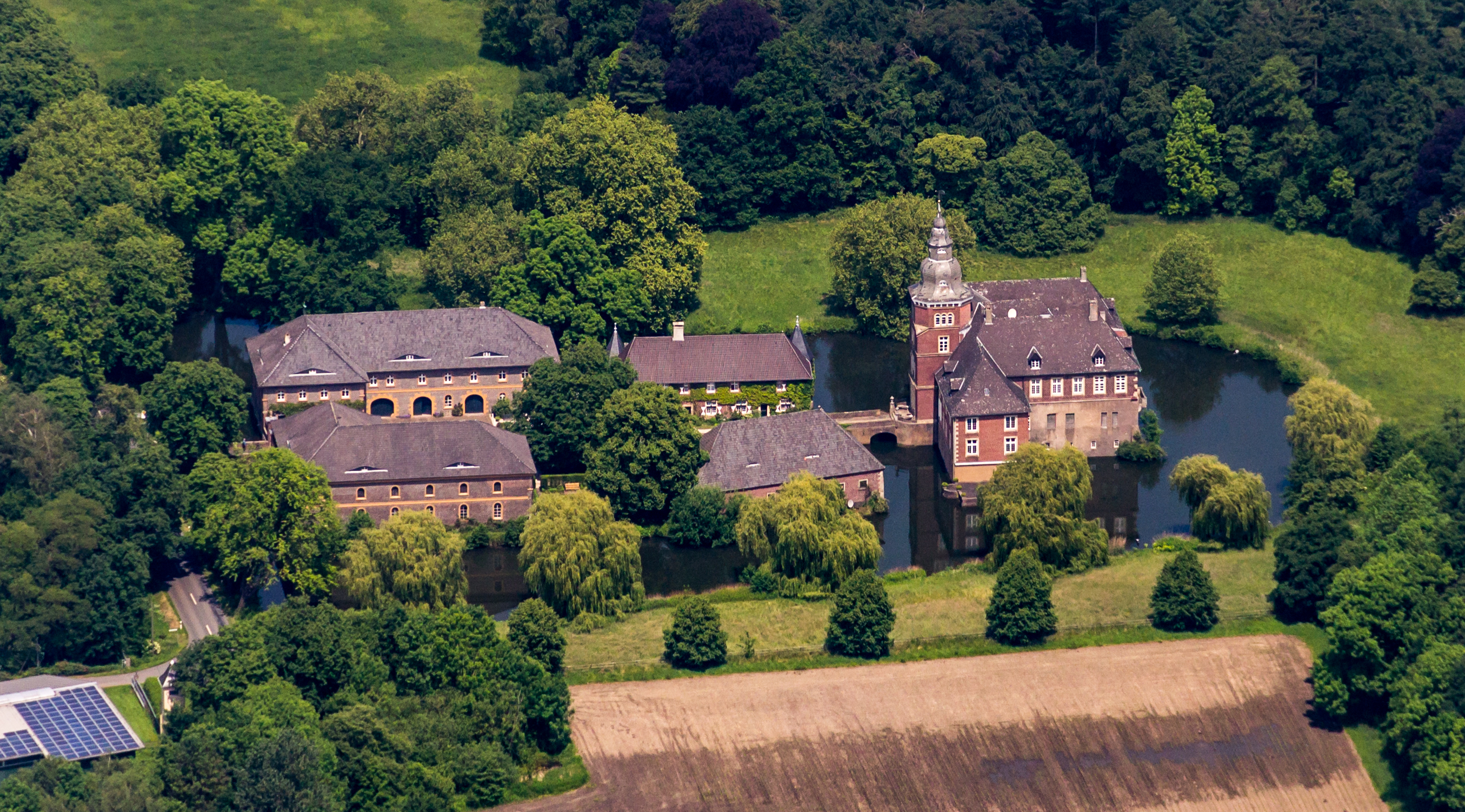
Luftbild (2014)

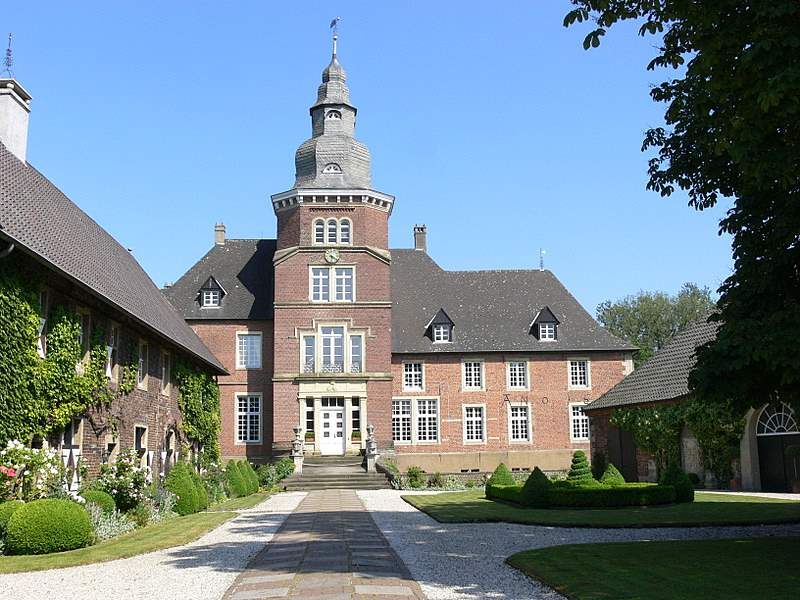
Schloss Sandfort

Das Schloss Sandfort, oft auch Haus Sandfort genannt, ist ein Wasserschloss in Olfen, Ortsteil Vinnum im Münsterland. Das Schloss wurde wahrscheinlich um 1450 errichtet. Aus dieser Zeit stammen die beiden Rundtürme des Gebäudes. Die Oberburg wurde mehrmals baulich verändert und stammt aus dem Ende des 16. und dem Anfang des 17. Jahrhunderts. Der mächtige Turm wurde renoviert, sein Helm stammt aus der Zeit des Barocks. Die beiden Wirtschaftsgebäude links und rechts der Toreinfahrt wurden 1851 und 1857 im klassizistischen Stil erbaut.
Zunächst war das Anwesen im Besitz einer Familie von Sandfort. Danach besaßen es von 1300 bis etwa 1550 die Herren von Mecheln. Ihnen folgten die Familie von Fridag-Löringhoff, 1719 die Familie von Bodelschwingh, 1861 die Freiherren von Bodelschwingh-Plettenberg, zuletzt vertreten durch Adolf Freiherr von Bodelschwingh-Plettenberg. Durch die Heirat 1861 der Luise Freiin von Bodelschwingh-Plettenberg mit dem späteren Landrat Wilhelm Graf von Wedel gelang der Besitz nachfolgend um spätestens 1869 an die Grafen von Wedel. Um 1910 betrug die zum Herrensitz dazugehörige Begüterung 998 ha. Nacherbe wurde Adolf Ferdinand Graf von Wedel (1870–1949), liiert mit Erika Freiin von Rheinbaben. Die Grafenfamilie hatte zwei Töchter, Luise erhielt Haus Ruhr, Schloss Sandfort bekam die jüngere in Potsdam geborene Tochter Renata (Rena) (1909–1974), sie heiratete 1950 auf Sandfort den Grafen Adelbert vom Hagen-Möckern (1900–1961). Ihre Ehe blieb kinderlos, Rena vom Hagen adoptierte Friedrich Graf vom Hagen-Plettenberg, der 1967 das Anwesen übernahm.
Bis heute ist die Anlage im Besitz der Familie Graf vom Hagen-Freiherr von Plettenberg. Da das Schloss nach wie vor bewohnt ist, ist es nur von außen zu besichtigen.